# Salah Raïs
Ne doit pas être confondu avec Salah Rais.
Salah Raïs (en arabe : صالح رايس ; en turc : Salih Reis ou Salih Paşa) est un beylerbey de la régence d'Alger de 1552 à 1556.

## Biographie
Salah Raïs est né à Alexandrie, en Égypte,, et est, selon les sources, d'origine turque, égyptienne, maure ou arabe,,. Ancien soldat de l'armée ottomane d'Égypte, le "Corsaire" Salah Raïs avait longtemps été le compagnon de Khayr ad-Din Barberousse sous les ordres duquel il servit durant le siège de Nice en 1543. Il l'accompagna en 1536 à Constantinople où il devint commandant de la flotte turque, puis "timonier du Sultan". Il eut, en effet, l'insigne honneur de diriger la manœuvre de la galiote impériale.
Arrivé à Alger en 1552, il va, cette année-là, mener campagne au Sahara afin de rétablir l'ordre à Touggourt et Ouargla. L'année suivante, il réalisa une expédition contre Majorque. 
Salah Raïs intervint en 1554 au Maroc pour aider le sultan wattasside Abou Hassoun, qu'il avait trouver lors de sa capture de l'îlot Badis la même année, à reprendre Fès. Cette restauration sera éphémère et la ville sera récupérée par les Saadiens six mois plus tard. Badis resta pendant dix ans sous contrôle ottoman, avant d'être investi par Philippe II d'Espagne en 1564 et de devenir le Peñon de Velez, qui figure encore actuellement parmi les enclaves espagnoles du Maroc.
Allié aux Kabyles, il fut victorieux face aux Espagnols lors de la bataille de Béjaia en 1555. Alors qu'il s'apprêtait à délivrer Oran et Mers El Kébir de l'emprise espagnole avec l'aide de la flotte du Sultan, il mourut de la peste en 1556.
Mohammed Pacha est le fils de Salah Raïs.

## Portrait
Salah Raïs était un colosse aguerri aux plus dures batailles. Il faisait honneur à Barberousse par sa truculence verbale et son sang-froid que lui enviaient ses compagnons.
Laissant son corps s'épanouir dans des chemises de toile et de longs caleçons de mousseline, il portait un immense couvre-chef et portait des grègues en cuir d'Espagne. Il aimait s'entourer de bien-être et de confort et demeurait dans un de ces fabuleux palais d'Alger, regorgeant d'autant de richesses que ceux des conquistadors.
Pas une razzia, pas une embuscade ne sera commise sur les côtes de l'Adriatique ou de la mer Thyrrhénienne sans qu'on ne la lui attribue. Salah Pacha se montra courageux, diligent et aventureux dans la guerre.

## Héritage
Une corvette de la marine algérienne porte son nom, le Salah Rais.